# Giordano Bruno (film)
Pour plus de détails, voir Fiche technique et Distribution.
Giordano Bruno, également connu sous le titre L'Indomptable, est un film de procès franco-italien, réalisé en 1973 par Giuliano Montaldo.
Le film retrace les dernières années de la vie du philosophe italien Giordano Bruno dont les écrits et les dires provoquèrent la colère de l'Église catholique à la fin du XVIe siècle.

## Synopsis
En 1591, sous le pontificat de Clément VIII, Giordano Bruno, ancien moine dominicain, retourne à Venise et s'établit chez un noble qui se propose de l'héberger.
Là, il professe librement des thèses proches des conceptions coperniciennes et une philosophie pythagoricienne empreinte d'humanisme panthéiste, en contradiction avérée avec les dogmes catholiques en vigueur.
Son hôte ne tarde pas à le dénoncer aux autorités religieuses. Le cardinal Sartori, qui dirige le Saint-Office, exige son transfert à Rome où il doit être remis à la sainte Inquisition. Accusé d'hérésie et d'apostasie, Bruno sera brûlé vif le 17 février 1600.

## Fiche technique
- Titre original : Giordano Bruno
- Titre français : Giordano Bruno ou L'Indomptable[1]
- Réalisation : Giuliano Montaldo
- Scénario : Giuliano Montaldo, Lucio De Caro, Pergiovanni Anchisi
- Photographie : Vittorio Storaro, technicolor
- Musique : Ennio Morricone
- Décors : Sergio Canevari
- Costumes : Enrico Sabbatini
- Montage : Antonio Siciliano
- Société de production : Carlo Ponti, Compagnia Cinematografica Champion et Les Films Condordia
- Distribution : Globo Vídeo
- Pays de production :  Italie ;  France
- Langue originale : Italien
- Genre : drame/historique
- Durée : 115 minutes
- Dates de sortie : 
  - Italie 29 novembre 1973
  - France : 11 février 1976 (en salles)[1] ; 19 juin 1979 (passage télévisé)

## Distribution
- Gian Maria Volontè : Giordano Bruno
- Hans-Christian Blech : cardinal Sartori
- Charlotte Rampling : Fosca
- Mathieu Carrière : Orsini
- Renato Scarpa : frère Tragagliolo
- Mark Burns : Bellarmino
- Giuseppe Maffioli : Arsenalotto
- Corrado Gaipa : confesseur de Mocenigo
- Massimo Foschi : Fra Celestino (it)

## Commentaire
Une réalisation sobre, de beaux décors très réalistes, et néanmoins quelques libertés prises avec la vérité historique ; l'œuvre de Giuliano Montaldo demeure surtout attachante par son parti pris - condamnation de l'obscurantisme - défendu avec conviction par Gian Maria Volontè.